# گاتوپاردو (مجله)
گاتوپاردو (اسپانیایی: Leopard‎) یک مجله خبری ماهانه مکزیکی است که روی دیدگاه‌ها و سبک زندگی در آمریکای لاتین تمرکز دارد. این مجله برای اولین بار در کلمبیا تأسیس و منتشر شد. این مجله در ابتدا از حمایت انتشارات سمانا اس‌آی کلمبیا، بی‌بی ام پاناما، و ریدر دایجست مکزیک برخوردار بود. گزارش‌هایش بین‌المللی بود و اولین بار توسط میگل سیلوا و رافائل مولانو ویرایش شد. در ژوئیه ۲۰۰۶ پس از انتشار شماره ۷۰ گاتوپاردو نقل مکان کرد و در مکزیکوسیتی با حفظ همان سبک سرمقاله و دیدگاه آمریکای لاتین به کارش ادامه داد، اما پوشش بیشتری در مورد موضوعات مکزیکی ارائه می‌کند.

## تاریخچه
گاتوپاردو در آوریل ۱۹۹۹ در بوگوتا، کلمبیا، توسط روزنامه‌نگاران میگل سیلوا و رافائل مولانو تأسیس شد، این مجله برای اولین بار در آمریکای لاتین، با ایده اینکه یک مجله تأثیرگذار با گزارش‌ها و وقایع روزنامه‌نگاری باشد متولد شد تا بتواند به پارادوکس‌های مختلف ازجمله تضادهای منطقه مانند نابرابری، فساد و جنبش‌های اجتماعی، رویدادهای فرهنگی و تجارت نمایشی پاسخ دهد. نام مجله از عنوان رمان پلنگ نوشته جوزپه تومازی دی لامپدوزا الهام گرفته شده است. گاتوپاردو همچنین به دنبال مقابله با «گاتوپاردیسمو» که یک فلسفه تغییر انقلابی است قرار دارد زیرا در مقابل پارادوکس‌های مطرح شده در رمان، به «تغییر به طوری که همه چیز ثابت بماند» معتقد است.
هدف گاتوپاردو از همان ابتدا این بود که نشریات فرهنگی تک موضوعی و تخصصی را که از دهه ۱۹۸۰ به بعد گسترش یافته بودند به چالش بکشد و در عوض از گزارش‌های مدرن، روزنامه‌نگاری، وقایع‌نگاری و هر متن ژورنالیستی روایی (آمار) که فراتر از اطلاعات صرفاً کاوشی بود، دفاع می‌کرد.
گاتوپاردو از ابتدا متعهد به ارائه متونی با بالاترین کیفیت به تمام آمریکای لاتین و خوانندگان اسپانیایی زبان در ایالات متحده آمریکا بوده است. ماه به ماه، هیئت تحریریه با بهترین نویسندگان و روزنامه‌نگاران جهان تماس می‌گرفت تا دربارهٔ موضوعات متنوع و جالب، از سیاست گرفته تا هنر، مد و جنگ چریکی، سینما و ورزش صحبت کند. در سال‌های اولیه آن که به «عصر کلمبیا» معروف است، صفحات گاتوپاردو نگارش نویسندگان بزرگی مانند ارنستو ساباتو، کارلوس فوئنتس، کارلوس مونسیویس، مارتین کاپاروس و آلما گیلرموپریتو را نشان می‌داد. در این دوره، گاتوپاردو همچنین به دنبال داشتن سلول‌هایی در سراسر منطقه بود تا متونی از آرژانتین، مکزیک، کلمبیا و کوبا را منتشر کند.
در آن زمان، گاتوپاردو در رایج‌ترین قالب‌بندی مجله با فرمت آ۴ چاپ می‌شد و چاپ آن ماهانه بود. از عکس‌های استوک بیشتر برای جلد آن استفاده می‌شد.